# Karl Dunkers
Karl Ragnar Dunkers, född 7 mars 1926 i Helsingfors i Finland, död 4 september 2011 i Täby församling i Stockholms län, var en finländsk-svensk ingenjör och företagsledare.
Karl Dunkers var son till diplomingenjören Ragnar Dunkers och Martta Särkinen. Han blev diplomingenjör vid Tekniska högskolan i Helsingfors 1951 och blev avdelningschef vid G.W. Berg & Co i Helsingfors 1952. Han började på Merkantila ingenjörsbyrån i Stockholm (MIBIS) 1958 och blev verkställande direktör där 1964. Karl Dunkers utgav handboken Egen swimmingpool (1966).
Dunkers var 1947–1974 gift med telefonisten Alice Wallenius (1925–2000), dotter till Theodor Wallenius och Emma Ebb. De fick barnen Leita (född 1947), Birthe (1948–1992) och Tove (född 1957)..
År 1975 gifte han om sig med kontoristen Barbro Dahlström (född 1929), tidigare gift von Sivers, dotter till ingenjören Nimrod Dahlström och Sonja Algernon. Karl Dunkers är begravd på Täby norra begravningsplats.